# هیدرید منیزیم
هیدرید منیزیم (به انگلیسی: Magnesium hydride) با فرمول شیمیایی MgH۲ یک ترکیب شیمیایی با شناسه پاب‌کم ۱۰۷۶۶۳ است؛ که جرم مولی آن 26.3209 g/mol می‌باشد. شکل ظاهری این ترکیب، بلورهای سفید است.